# 土師磐村
土師 磐村（はじ の いわむら、生没年不詳）は、飛鳥時代の人物。姓は連。

## 記録
『日本書紀』巻第二十一の、蘇我氏と物部氏の戦争のきっかけとなった、穴穂部皇子および宅部皇子の暗殺の場面のみに登場する。
用明天皇の崩御（587年）により、次の皇位を狙う異母弟の穴穂部皇子は、大連の物部守屋と結んで、淡路島への遊猟を口実に兵をあげようとしたが、大臣の蘇我馬子はその陰謀を察し、故敏達天皇の大后の炊屋姫の勅命を奉じ、佐伯丹経手・的真噛とともに、土師磐村に、速やかに穴穂部皇子と、彼と親しい宅部皇子とを誅殺することを命じた。その日の夜半、彼らは皇子の宮を包囲した。穴穂部皇子も楼からこれを迎え撃とうとしたが、衛士により肩を射られて負傷し、隣家に逃げ込んだところを発見され、殺された。その翌日には、宅部皇子も彼らによって殺害されている。